# Lois Neilson
Lois Neilson (7 de septiembre de 1895-9 de julio de 1990) fue una actriz de cine mudo estadounidense. Es la primera esposa del actor y cómico Stan Laurel.

## Biografía
Nació en Tulare, California. Su familia se trasladó a Santa Cruz, California, en 1909, donde ingresó en el instituto en 1910. Actuó en producciones teatrales del instituto junto con ZaSu Pitts. Pitts invitó a Neilson a unirse a ella en Hollywood en 1918, donde empezó a aparecer en películas mudas. Tanto ella como Laurel aparecieron en Do You Love Your Wife? en 1919.[cita requerida]
Neilson y Laurel empezaron a compartir su apartamento en 1925, y se casaron el 13 de agosto de 1926. Su hija, también llamada Lois, nació el 10 de diciembre de 1927. Su hijo, también llamado Stanley, nació dos meses antes de tiempo en 1930, y sólo vivió nueve días. Neilson y Laurel se divorciaron en diciembre de 1934. A través de su hija, fue la suegra del actor de wéstern Rand Brooks, más conocido por su papel de Lucky Jenkins en las películas B de Hopalong Cassidy.
Murió en Los Ángeles a los 94 años por causas naturales.